# 乌兰迪
乌兰迪（葡萄牙語：Urandi）是巴西巴伊亚州的一个市镇。总面积895.926平方公里，总人口16150人，人口密度18人/平方公里。